# Berina
Berina ist ein weiblicher Vorname.

## Herkunft und Bedeutung
Der Name geht auf die bosnische Sprache zurück. Berina bedeutet dort „die Beste“ bzw. „die Höchste“.

## Verbreitung
Rund um das Jahr 2010 wurden immer mehr Mädchen Berina genannt. Besonders in Deutschland, Österreich und Slowenien ist der Name verbreitet. Jedoch wurde der Name in Deutschland zwischen 2005 und 2021 nur 70 Mal vergeben. In Österreich waren es 60 im Zeitraum von 1984 bis 2021. In Slowenien wurde zwischen 1992 und 2021 der Name Berina jedoch nur 20 Mal vergeben. Die Schweiz hat 57 Namensträgerinnen und Finnland liegt bei aktuell 5 Menschen, die Berina heißen.

## Namenstag
Der Name Berina hat keinen anerkannten Namenstag.